# M25 (снайперська гвинтівка)
Снайперська гвинтівка М25 — снайперська гвинтівка, розроблена спеціально для Сил спеціального призначення армії США і Сил спеціальних операцій ВМС США. Вона була розроблена 10-ю групою ССО армії США, що знаходиться в Форті Деванс, штат Массачусетс, для заміни снайперської гвинтівки M14 яка б відповідала вимогам Сил спеціального призначення та Сил спеціальних операцій.

## Історія розробки
До середини 1980-х років постало питання про зняття з озброєння гвинтівки M21 через проблеми в її експлуатації. В основному проблеми були пов'язані з ложею, налаштуванням гвинтівки, газовідвідною системою, і прицілом (наприклад, ослаблення кріплень, ослаблення юстирувальних кілець). В результаті в період 1986—1988 р.р. на базі 10th SFG в Fort Devens була розроблена снайперська гвинтівка M25 на основі гвинтівки National Match M14 і ложа (fiberglass stock) фірми McMillan, яка фактично є модифікацією гвинтівки М21.

## Опис конструкції
У новій модифікованій снайперській гвинтівці використовується спеціальний поршень в газовідвідній системі за допомогою ключової поворотної пружини від гвинтівки National Match і нова система монтажу прицілу — BPT (Brookfield Precision Tool) Advanced Scope Mounting System.
Щоб стабілізувати систему M25 збройові майстри приварюють другий упор на кожній затворній коробці, щоб поліпшити стабільність коробки затвора в посадковому місці ложі.
У M25 використовують скловолокнисту ложу McMillan, яка є менш схильною до деформації, ніж ложі у М21. У пізніших версіях M25 використовують ложа McMillan M2A з пістолетним руків'ям і вертикально регульованою щокою. Деякі військові підрозділи камуфлюють ложі, щоб вони відповідали місцевості і особливостям їх районів дій.
Більшість М25 були оснащені прицілами B&L (Bausch&Lomb) 10x Tactical scope, частина гвинтівок в Армії — Leupold Ultra MK4 series, в ВМС США — Leupold MK4 і VariX-III LR M3), при цьому гвинтівка зберегла регульовані прицільні пристрої.
Більшість М25 були оснащені прицілами B&L (Bausch&Lomb) 10x Tactical scope, частина гвинтівок в Армії — оснащувалась Leupold Ultra MK4 series, в ВМС США — Leupold MK4 і VariX-III LR M3), при цьому гвинтівка зберегла регульовані прицільні пристрої.
Також в гвинтівці використовувалися глушники фірми Ops Inc., Sionics (виробництва компанії Military Armament Company of Alpharetta, GA) і Seeberger. Оптичні приціли встановлювалися на кріплення оснащені планкою типу Picatiny.

## Застосування
Хоча спочатку М25 була розроблена Армією, ця система також була прийнята на озброєння і підрозділами Військово-морського флоту США. Крім того були внесені деякі зміни в M25, що призвело до незначних відмінностей між версіями, використовуваними Армією і Військово-морським флотом.
Снайпери підрозділів Морської піхоти використовували гвинтівку М25 в ході бойових дій у Перській затоці (операція «Буря в пустелі») в 1990-91 рр.